# Woodleigh (krater)
Woodleigh – duży krater uderzeniowy w Australii Zachodniej. 
Krater ma średnicę co najmniej 40 km i jest trzecim co do wielkości na kontynencie australijskim. Istnieją różne oszacowania jego średnicy; część naukowców sugeruje, że jest to krater wielopierścieniowy o średnicy nawet 120 km, co czyniłoby go czwartą co do wielkości strukturą impaktową na Ziemi. Początkowo sądzono, że powstał w triasie, być może na granicy permu i triasu, ale obecnie za bardziej prawdopodobne uznaje się, że utworzył się 364 miliony lat temu, w późnym dewonie. To wskazuje na zbieżność czasową tego impaktu z wymieraniem dewońskim, jednym z pięciu największych masowych wymierań.